# 一本杉峠
一本杉峠（いっぽんすぎとうげ）は、茨城県石岡市と同桜川市の境にある標高430mの峠。南北に連なる筑波連山北部の峠の一つであり、丸山(576m)と足尾山(627.5m)の鞍部にあたる。筑波連山を東西に横断する県道218号大塚真壁線と筑波連山の稜線を南北に縦走する北筑波稜線林道が峠で交差している。峠には杉の木が立っている。
県道218号は、山麓部以外は未舗装である。特に桜川市側は廃道同然に荒れており、四輪車の通行は不可能な状況となっている（2010年9月現在）。北筑波稜線林道は全区間舗装されている。